# ریسمان رنگی

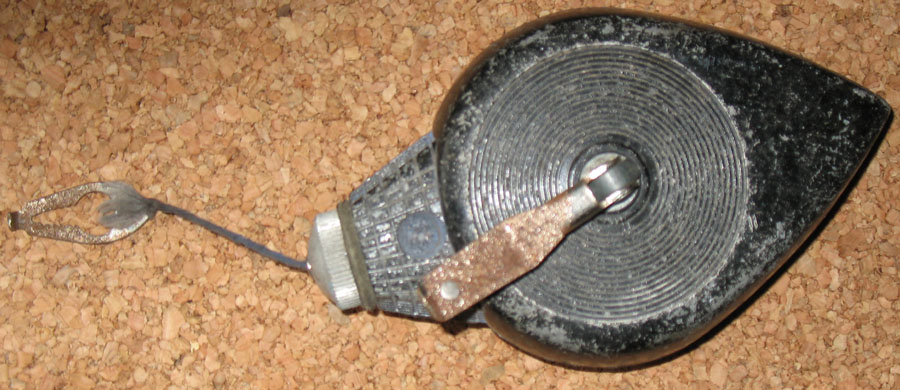
جعبه قرقره ریسمان رنگی

ریسمان رنگی ابزاری است که برای ترسیم خطوط بلند بر روی سطح صاف کاربرد دارد. این ابزار شامل قرقه نخی بلند است که حاوی رنگ پودری (معمولاً قرمز یا آبی) است که درون آن ریسمانی به رنگ آغشته می‌شود و با برخورد ریسمان به سطح از خود رنگ به جای می‌گذارد.

## روش استفاده
ابتدا جعبه را تکان می‌دهند تا ریسمان کاملاً با رنگ آغشته شود و سپس ریسمان را از درون قرقره (جعبه رنگ) بیرون می‌آورند و دو انتهای آن را محکم می‌کشند و آن را در مجاورت سطح مورد نظر قرار می‌دهند و با یک بار کشیدن و رها کردن ریسمان رنگ بر روی سطح مورد نظر اثر خطی می‌گذارد.